# Pasquale Iracà
Pasquale Iracà (Reggio Calabria, 4 giugno 1967) è un allenatore di pallacanestro italiano.
Ha allenato in Serie A la Sicilia Messina e la Viola Reggio Calabria.

## Carriera
Ha iniziato nel 1989 nel settore giovanile della Viola Reggio Calabria. Dal 1995-96 al 2000-01 è stato assistente di Gaetano Gebbia sulla panchina della Viola Reggio Calabria. Dal 1998 al 2001 è stato responsabile tecnico delle squadre giovanili della Viola. Dal 2002 al 2004 è stato responsabile tecnico delle squadre giovanili della Pallacanestro Messina e assistente della prima squadra. Dal 2004 al 2007 è tornato alla Viola dove ha ricoperto il ruolo di assistente della prima squadra e dal 2004 al 2006 anche di responsabile tecnico del settore giovanile della Viola.
Nel 2008-09 ha allenato la Cestistica Gioiese in C nazionale. Nel 2009-10 ha allenato la Nuova Jolly in serie D (promozione in C regionale con un gruppo di under 17).
Dal 2010-11 è responsabile del Settore Giovanile della Viola Reggio Calabria (promozione in serie C regionale con il gruppo under 17, dodici finali regionali, un titolo regionale under 13, un titolo regionale under 15, quattro titoli regionali under 17, tre titoli regionali uner 19).
Ha esordito come capoallenatore nel 2003-04, quando ha sostituito Matteo Boniciolli sulla panchina della Sicilia Messina. Precedentemente, era stato viceallenatore del tecnico triestino. Ha avuto il merito di tenere in vita la squadra sino alla fine del campionato, malgrado la disastrosa situazione societaria. È quindi tornato alla Viola per fare da vice ad Alessandro Giuliani e poi a Tonino Zorzi. Nel 2005-06 è subentrato a Walter De Raffaele, è stato sostituito di nuovo da Zorzi e, dopo l'abbandono di quest'ultimo, ha portato a termine la stagione con spirito di servizio ai colori neroarancio.
Nella stagione successiva Legadue 2006-2007 è stato vice di Paolo Moretti contribuendo alla salvezza sul campo della Viola, nell'ultimo anno della sua esistenza societaria.
È stato più volte nello staff delle nazionali italiane giovanili, disputando i campionati europei under 18 nel 2003 a Saragozza in qualità di vice allenatore [4ª classificata] e vari tornei internazionali in Francia, Stati Uniti, Jugoslavia.
Dal 1996 è formatore territoriale per i corsi allenatori di primo livello.
Dal 2000 al 2011 ha collaborato con la Giocatori Italiani Basket Associati (GIBA) ricoprendo il ruolo di responsabile degli eventi, del settore non professionistico e del settore assicurativo; in particolare è stato direttore tecnico e organizzatore di 10 edizioni del Master Giba per giocatori italiani Under 21.
Nel corso degli anni ha organizzato e gestito numerosi eventi sportivi sia a livello locale sia nazionale: Nike Playground League (3 edizioni), Nike School Cup (2 edizioni), Nike Italy Camp (3 edizioni), Skorpion K.O. (1 edizione), Torneo Internazionale under 18 di Catanzaro, Master Giba (10 edizioni), Camp estivi di formazione.
Dal 2007 è referente tecnico territoriale del settore squadre nazionali maschili per la regione Calabria.
Nel 2008-09 è capoallenatore della Cestistica Gioiese, in Serie C Dilettanti.
Nel 2009-10 allena la Nuova Jolly Reggio Calabria conquistando la promozione in C regionale con un gruppo di ragazzi under 17 e vincendo il titolo regionale under 17. Dal 2009-10 è allenatore e Referente Tecnico Territoriale della regione Calabria per il Settore Squadre Nazionali della Federazione Italiana Pallacanestro.
Dal 2010 al 2014 è responsabile del settore giovanile della Viola Reggio Calabria. Nel 2010-11 promozione in C regionale con un gruppo di ragazzi under 17 e vince il titolo regionale under 15 e under 17. Nel 2011-12 vince il titolo regionale under 17 e under 19. Nel 2012-13 vince il titolo regionale under 17 e under 19. Nel 2013-14 vince il titolo regionale under 13, under 17 e under 19 e riporta la Viola ad essere la prima realtà giovanile calabrese con oltre 200 tesserati e tanti giocatori nella rosa della prima squadra nel campionato nazionale di Legadue.
Dal 2013 è formatore nazionale per i corsi allenatori della FIP.
Dal 2014-15 è il responsabile tecnico della Fortitudo Basket Lamezia. Con il gruppo più giovane del campionato disputa la serie D classificandosi al secondo posto e vince, contro ogni pronostico, il titolo regionale under 17 portandolo per la prima volta nella città lametina.
Nel 2015-16 contribuisce alla nascita del Basketball Lamezia, riunendo sotto un'unica società le principali società lametine. Con una squadra composta in gran parte da giocatori nati nel 1997 e seguenti, vince il titolo regionale under 20 ed accede alle semifinali playoff del campionato di C silver riempiendo gli spalti del PalaSparti.
Nel 2016-17 rientra alla Viola Reggio Calabria, richiamato dal neo presidente Raffaele Monastero a ricoprire il ruolo di responsabile del settore giovanile.